# 萊奧馬
萊奧馬（英語：Leoma）是美國田納西州勞倫斯縣一個非建制地區，位於洛勒托（Loretto）和勞倫斯堡（Lawrenceburg）之間以及鄰近43號美國國道，海拔為292米（958英尺）。當地擁有一所郵政局（美國郵遞區號是38468）、一所小學、勞倫斯縣檔案局（Lawrence County Archives）與G·T·威爾伯恩麵粉廠（G.T. Wilburn Grist Mill）。